# 8. etape af Tour de France 2010
Ottende etape af Tour de France 2010 var en 189 km lang bjergetape. Den blev kørt søndag d. 11. juli fra Station des Rousses til Morzine-Avoriaz.
- Etape: 8. etape
- Dato: 11. juli
- Længde: 189 km
- Danske resultater:

054. Brian Vandborg + 9.12
057. Jakob Fuglsang + 11.27
058. Matti Breschel + 11.27
069. Chris Anker Sørensen + 11.45
124. Nicki Sørensen + 27.49
- Gennemsnitshastighed: 38,5 km/t

## Point- og bjergspurter

### 1. sprint (Vulbens)
Efter 84 km
| Vinder | Mario Aerts       | 6p |
| 2.     | Christophe Riblon | 4p |
| 3.     | Imanol Erviti     | 2p |

### 2. sprint (Viuz-en-Sallaz)
Efter 129 km
| Vinder | Koos Moerenhout  | 6p |
| 2.     | Sébastien Minard | 4p |
| 3.     | Mario Aerts      | 2p |

### 3. sprint (Morzine)
Efter 175 km
| Vinder | Koos Moerenhout | 6p |
| 2.     | Mario Aerts     | 4p |
| 3.     | Amaël Moinard   | 2p |

### 1. bjerg (Côte de la Petite Joux)
4. kategori stigning efter 24 km
| Plads | Navn                | Point |
| ----- | ------------------- | ----- |
| 1.    | Rein Taaramäe       | 3     |
| 2.    | Johannes Fröhlinger | 2     |
| 3.    | Christophe Moreau   | 1     |

### 2. bjerg (Côte de Grésin)
4. kategori stigning efter 73 km
| Plads | Navn              | Point |
| ----- | ----------------- | ----- |
| 1.    | Christophe Riblon | 3     |
| 2.    | Koos Moerenhout   | 2     |
| 3.    | Amaël Moinard     | 1     |

### 3. bjerg (Col de la Ramaz)
1. kategori stigning efter 154,5 km
| Plads | Navn              | Point |
| ----- | ----------------- | ----- |
| 1.    | Mario Aerts       | 15    |
| 2.    | Koos Moerenhout   | 13    |
| 3.    | Amaël Moinard     | 11    |
| 4.    | Rafael Valls      | 9     |
| 5.    | Anthony Charteau  | 8     |
| 6.    | Christophe Riblon | 7     |
| 7.    | Imanol Erviti     | 6     |
| 8.    | Daniel Navarro    | 5     |

### 4. bjerg (Les Gets)
3. kategori stigning efter 168 km
| Plads | Navn             | Point |
| ----- | ---------------- | ----- |
| 1.    | Mario Aerts      | 4     |
| 2.    | Koos Moerenhout  | 3     |
| 3.    | Amaël Moinard    | 2     |
| 4.    | Anthony Charteau | 1     |

### 5. bjerg (Avoriaz)
1. kategori stigning efter 189 km
| Plads | Navn                  | Point |
| ----- | --------------------- | ----- |
| 1.    | Andy Schleck          | 30    |
| 2.    | Samuel Sánchez        | 26    |
| 3.    | Robert Gesink         | 22    |
| 4.    | Roman Kreuziger       | 18    |
| 5.    | Alberto Contador      | 16    |
| 6.    | Cadel Evans           | 14    |
| 7.    | Jurgen van den Broeck | 12    |
| 8.    | Levi Leipheimer       | 10    |

## Resultatliste
|    | Navn                  | Land       | Hold               | Tid     |
| -- | --------------------- | ---------- | ------------------ | ------- |
| 1  | Andy Schleck          | Luxembourg | Team Saxo Bank     | 4:54.11 |
| 2  | Samuel Sánchez        | Spanien    | Euskaltel-Euskadi  | + 0.00  |
| 3  | Robert Gesink         | Holland    | Rabobank           | + 0.10  |
| 4  | Roman Kreuziger       | Tjekkiet   | Liquigas-Doimo     | + 0.10  |
| 5  | Alberto Contador      | Spanien    | Astana Pro Team    | + 0.10  |
| 6  | Cadel Evans           | Australien | BMC Racing Team    | + 0.10  |
| 7  | Jurgen van den Broeck | Belgien    | Omega Pharma-Lotto | + 0.10  |
| 8  | Levi Leipheimer       | USA        | Team RadioShack    | + 0.10  |
| 9  | Ivan Basso            | Italien    | Liquigas-Doimo     | + 0.10  |
| 10 | Denis Mensjov         | Rusland    | Rabobank           | + 0.10  |
| 11 | Carlos Sastre         | Spanien    | Cervélo TestTeam   | + 0.10  |
| 12 | Michael Rogers        | Australien | Team HTC-Columbia  | + 0.20  |
| 13 | Joaquim Rodríguez     | Spanien    | Team Katusha       | + 0.39  |
| 14 | Ryder Hesjedal        | Canada     | Garmin-Transitions | + 1.14  |
| 15 | Kevin De Weert        | Belgien    | Quick Step         | + 1.14  |